# 扁體四鬚魮
扁體四鬚魮（学名：Barbodes platysoma），又稱扁體高體䰾，为輻鰭魚綱鯉形目鲤科四鬚魮属的其中一種，被[[IUCN}]]列為極危保育類動物，該物種主要分布於亞洲印尼淡水水域，棲息在中底層水域，體長可達18公分。